# IV. Henrik, 1. rész (Shakespeare)

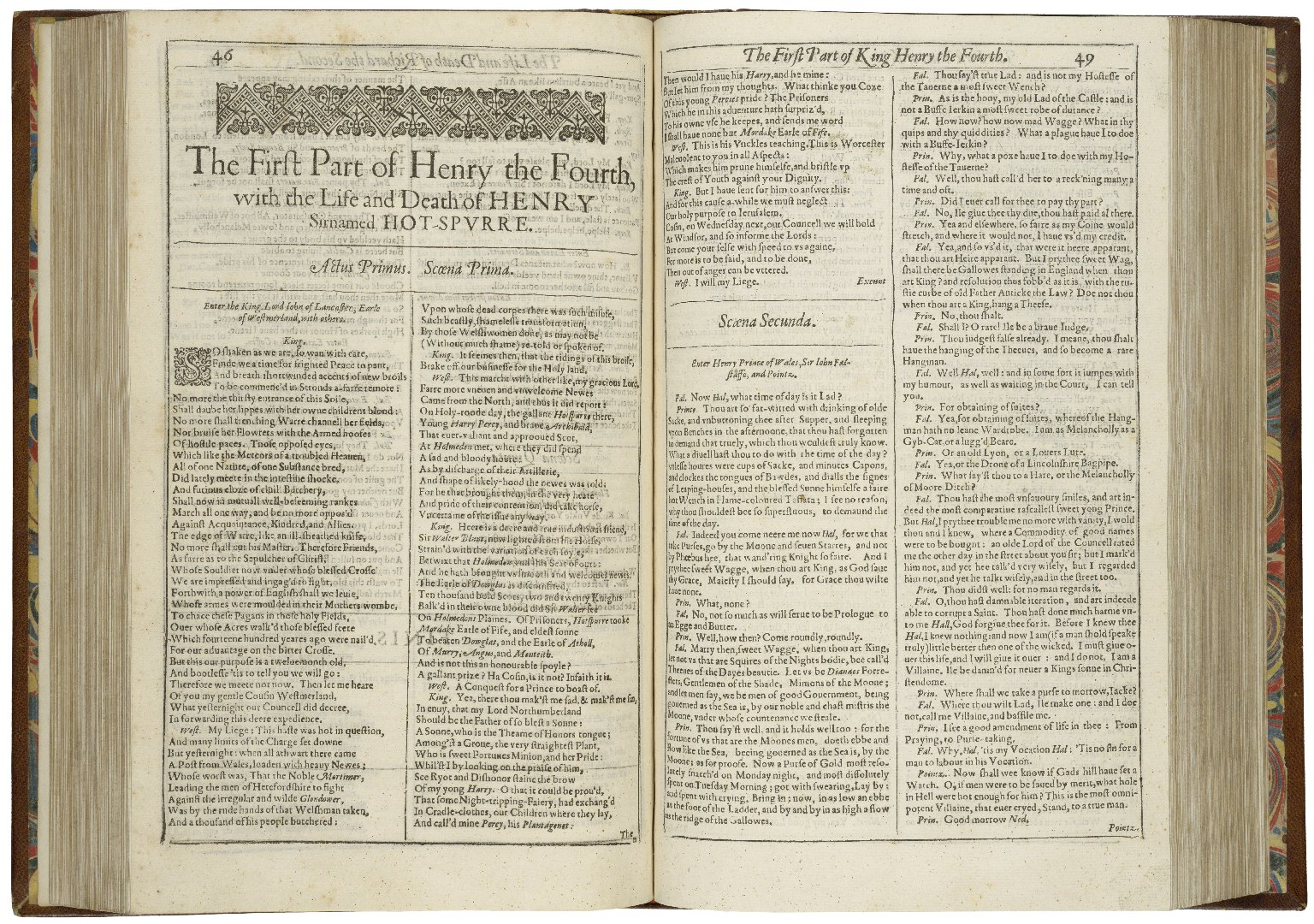
A IV. Henrik (Első rész) első oldala az 1623-as Folio kiadásban

A IV. Henrik első része Shakespeare 1598-ban megjelent királydrámája, mely feltehetőleg 1596-1597-ben íródott a II. Richárd folytatásaként. Négyrészes drámasorozatának második része, mely IV. Henrik király uralkodásának korai éveit mutatja be.

## Keletkezés és első színházi előadások
A színdarab Shakespeare úgynevezett „második tetralógiájának” második része, a II. Richárd közvetlen folytatása. Ennek megfelelően szinte biztos, hogy azonnal a II. Richárd megírása és bemutatása után fogott bele Shakespeare a IV. Henrik írásába. A két mű kézirat formájában a Dering kéziratban maradt fenn, ami a legelső fennmaradt Shakespeare-kézirat. E kéziratban a két IV. Henrik nem két különálló mű, ugyanakkor számtalan rész hiányzik belőle, főleg a humor lett alaposan megvágva. Először játszani azonban majd’ tizenöt évvel a kézirat megszületése előtt, 1597-ben kezdték, amikor is az első előadásokkor William Brooke sérelmezte, hogy Sir John Oldcastle lollard mártírt humoros figurának ábrázolják. Ennek értelmében tehát Shakespeare vagy 1596 végén, vagy 1597 elején vetette papírra művét, majd 1598-ban publikáltatta, miután Oldcastle nevét Falstaffra változtatta.
Kezdetben főleg nemesi körökben, magánelőadásként adta elő a Lordkamarás Emberei társulat. Egyes források szerint maga Shakespeare játszotta a címszerepet, de más vélekedések úgy tartják, hogy Augustine Phillips, William Kemp vagy Thomas Pope vette fejére a koronát. Akár cserélgethették is a szerepeket. Az Oldcastle karakterét övező botrány se tudta levenni a darabot műsorról, az 1600-as évek elején is rendszeresen játszották. Erzsébet hercegnő házasságkötésének megünneplésére sok más Shakespeare-darabbal egyetemben többször is előadták, ugyanannak a rendezvénysorozatnak a keretében, aminek tragikus részévé vált az eredeti Globe színház leégése a VIII. Henrik király ősbemutatóján, 1613. június 29-én.
1642-ig, mielőtt fólióba került volna, összesen tizenegy kiadást élt meg, ami hangsúlyozza a darab töretlen népszerűségét. Ugyanezt a népszerűséget erősíti, hogy még a Protektorátus korában is játszottak titokban egy Falstaff karakterére épülő darabot, ami a The Bouncing Knight (A kóbor lovag) nevet viselte. A restauráció korában az elsők közt volt, amit műsorra tűztek, és azóta is számtalanszor adták elő, és adják elő egészen napjainkig.

## A darab forrásai
A legtöbb királydrámához hasonlóan Shakespeare elsődleges történelmi forrása a IV. Henrik esetében is Raphael Holinshed Anglia, Skócia és Írország krónikái című műve. Forrásként használta még a verses formában írt tragikus históriák gyűjteményét, az Elöljárók tükörét (The Mirrour for Magistrates, 1559, 1587), a szintén verses formájú történelmi költeményt, Samuel Daniel Polgárháborúját (The First Four Books of the Civil Wars, 1595), ill. John Stow The Annales of England (1592) című krónikáját. Fontos megemlítendő forrás még a szerző nélkül fennmaradt V. Henrik híres győzelmei (The Famous Victories of King Henry the Fifth) című színdarab, amit noha 1598-ban publikáltak, színpadon már az 1580-as évek óta megtekinthető volt.
Ami még hangsúlyosabb a IV. Henrik esetében, az nem is a felsorolt történelemmel foglalkozó források, hanem az a nem kevés fennmaradt népi legenda, melyek V. Henrik bohém fiatalkoráról számoltak be. Részben a népi hiedelmek vegyítése a történelmi forrásokkal adja a IV. Henrik egyediségét, éppen az, hogy már forrásaiban is legalább annyira változatos, mint műfaji stílusjegyeiben.

## Szereplők
| Eredeti angol név                                                                                     | Lévay József fordítása                                               | Az Örkény színház előadásának szereplőlistája Nádasdy Ádám fordítása nyomán | Az Örkény színház előadásának szereplőlistája Nádasdy Ádám fordítása nyomán |
| --- | -------------------------------------------------------------------- | --------------------------------------------------------------------------- | --------------------------------------------------------------------------- |
| King Henry IV, formerly Henry Bolingbroke                                                             | IV. Henrik király                                                    | IV. Henrik, Anglia királya                                                  | IV. Henrik, Anglia királya                                                  |
| Prince Hal, Prince of Wales and heir to the throne (also called Harry and Harry Monmouth)             | Henrik, walesi herceg (Riki)                                         | Henrik, a fia, a Walesi Herceg                                              | Henrik, a fia, a Walesi Herceg                                              |
| Lord John of Lancaster, younger son of King Henry                                                     | Lancaster János, herceg                                              | János herceg, a király kisebbik fia                                         | János herceg, a király kisebbik fia                                         |
| Earl of Westmoreland                                                                                  | Westmoreland, gróf                                                   | Westmorland, őrgróf, a Király sógora                                        | Westmorland, őrgróf, a Király sógora                                        |
| Sir Walter Blunt                                                                                      | Sir Walter Blunt                                                     | Blunt                                                                       | Blunt                                                                       |
| EARL OF WORCESTER, Thomas Percy, Hotspur’s uncle                                                      | Percy Tamás, worcesteri gróf                                         | Worcester grófja, az id. Percy öccse                                        | Worcester grófja, az id. Percy öccse                                        |
| Earl of Northumberland, Henry Percy, Hotspur’s father                                                 | Percy Henrik, northumberlandi gróf                                   | Id. Henry Percy, őrgróf                                                     | Id. Henry Percy, őrgróf                                                     |
| Hotspur (Sir Henry, or Harry, Percy)                                                                  | Percy Henrik, más nevén Hővér, fia                                   | Ifj. Henry Percy, a fia, becenevén Szélvész                                 | Ifj. Henry Percy, a fia, becenevén Szélvész                                 |
| Edmund Mortimer, earl of March                                                                        | Mortimer Edmund, markgróf                                            | Mortimer gróf, Katalin bátyja                                               | Mortimer gróf, Katalin bátyja                                               |
| Archbishop (Richard Scroop, archbishop of York)                                                       | Scroop, yorki érsek                                                  | Yorki Érsek                                                                 | Yorki Érsek                                                                 |
| Douglas (Archibald, earl of Douglas)                                                                  | Archibald, douglasi gróf                                             | Douglas, skót főnemes                                                       | Douglas, skót főnemes                                                       |
| Owen Glendower, a Welsh lord, father of Lady Mortimer                                                 | Owen Glendower                                                       | Owen Glendower, walesi főnemes                                              | Owen Glendower, walesi főnemes                                              |
| Sir Richard Vernon, an English knight                                                                 | Sir Richard Vernon                                                   | Vernon lovag                                                                | Vernon lovag                                                                |
| Sir John Falstaff                                                                                     | Sir John Falstaff (Jankó)                                            | Falstaff János lovag                                                        | Falstaff János lovag                                                        |
| Sir Michael, a priest or knight associated with the archbishop                                        | Sir Michael, a yorki érsek barátja                                   | -                                                                           | -                                                                           |
| Poins (also called Edward, Yedward, and Ned)                                                          | Poins                                                                | Poins Edward lovag                                                          | Poins Edward lovag                                                          |
| Gadshill, setter for the robbers                                                                      | Gadshill                                                             |                                                                             |                                                                             |
| Peto                                                                                                  | Peto                                                                 | Peto                                                                        | Peto                                                                        |
| Bardolph                                                                                              | Bardolph                                                             | Bardolf                                                                     | Bardolf                                                                     |
| Lady Mortimer (also called “the Welsh lady”)                                                          | Lady Mortimer, Glendower leánya                                      | Lady Mortimer, Glendower lánya, Mortimer felesége                           | Lady Mortimer, Glendower lánya, Mortimer felesége                           |
| Lady Percy (also called Kate)                                                                         | Lady Percy, Hővér neje                                               | Katalin, Szélvész felesége                                                  | Katalin, Szélvész felesége                                                  |
| Hostess of the tavern (also called Mistress Quickly)                                                  | Fürge, kocsmárosné az eastcheapi kocsmában                           | Szaporáné, üzletvezető a Disznófő kocsmában                                 | Szaporáné, üzletvezető a Disznófő kocsmában                                 |
| Carriers, Ostlers, Chamberlain, Travelers, Sheriff, Servants, Lords, Attendants, Messengers, Soldiers | Lordok, Tisztek, Bíró, Pincér, Szolgák, Fuvarosok, Utasok és Kíséret | -                                                                           | -                                                                           |

## Cselekmény

### Első felvonás

#### Első szín
Londonban, a királyi palotában IV. Henrik király és Westmoreland gróf tanácskozik. Henrik keresztes hadjáratra készül, amit elhalasztani kénytelen a belföldi zavargások miatt. Westmoreland beszámol arról, hogy az ifjabbik Percy Henrik megtámadta a skót Archibaldot, a douglasi grófot Holmedonnál. Sir Walter Blunt megérkezik a friss hírekkel, miszerint Douglas vereséget szenvedett, és Percy Henrik értékes foglyokat ejtett. Henrik király elismerően beszél az ifjú Percyről, és kifejezi, mennyivel büszkébb lenne egy ilyen fiúra, mint a bohém életű örökösére, Henrik hercegre. Westmoreland figyelmezteti a Henriket, hogy Worcester, Percy Henrik bátyja a király ellen igyekszik fordítani az ifjút. Henrik ezért tanácsot hív össze Windsorban.

#### Második szín
A trónörökös Henrik walesi herceg, Falstaffal és más kétes hírű személlyel tölti ideje nagy részét. Másnapra a Canterburybe tartó zarándokok kifosztását tervezik Gadshillben. Poins azt a tréfát javasolja Henriknek, hogy hagyják a többieket – Falstaffot, Bardolphot, Petot és Gadshillt – kirabolni az embereket, ők ketten pedig majd tőlük veszik el a zsákmányt. Henrik herceg egyedül maradva megfogadja, hogy eljön az idő, mikor feladja bohém életét és megjavul.

#### Harmadik szín
Az ifjabb Percy Henrik csak azzal a feltétellel hajlandó átadni a királynak hadifoglyait, hogy az kiváltja a Henrik által árulónak tartott Mortimert, Percy sógorát (Mortimer házasság útján az ellenséges walesi Glendower szövetségese). Henrik ezt elutasítja, és megfenyegeti Percyt. Percy látja, hogy a király fél Mortimertől, mire Worcestertől megtudja, hogy Richárd király valójában Mortimert nevezte ki örököséül, így Henrik bitorló. Percy összeesküvést tervez a skótok és a yorki érsek bevonásával a király ellen.

### Második felvonás

#### Első szín
Rochesterben egy fogadóban Gadshill kifigyeli az embereket, akiket ki akarnak rabolni Henrik herceggel és a többiekkel.

#### Második szín
A Gadshill melletti országúton Henrik herceg, Poins, Bardolph, Peto és Falstaff a rablásra készülnek. Megérkezik Gadshill is. Henrik és Poins álruhában elrejtőznek, a többiek kifosztják az utazókat, ezután Henrik és Poins rárontanak barátaikra, akik megijednek, elmenekülnek, ők pedig elviszik a zsákmányt.

#### Harmadik szín
Hővér a warkworthi várkastélyban levelet olvas. Megtudjuk, hogy elnyerte a yorki érsek és Douglas támogatását, rajtuk kívül az apja, Worcester, Mortimer és Glendower is az oldalán fog harcolni. Lady Percy is férjével tart.

#### Negyedik szín
Henrik herceg összebarátkozik az eastcheapi kocsma pincéreivel. Hamarosan megjön Falstaff, aki hihetetlen történetet mesél a hercegnek, miként harcolt a rájuk támadó rablókkal. Henrik herceg üzenetet kap a királytól; a Percy-féle összeesküvés miatt sürgősen vissza kell térnie az udvarhoz.  Henrik és Falstaff eljátsszák, mit mond majd a herceg a királynak a kalandjairól és a társaságáról. Közben megérkezik a sheriff őrcsapattal, a rablás ügyében kutakodnak. Henrik elrejti Falstaffot, a sheriff és csapata elmennek. Henrik elhatározza, hogy Falstaffnak a gyalogságnál szerez alkalmazást, és a pénzt visszafizetik kamatostul.

### Harmadik felvonás

#### Első szín
Bangorban találkoznak a szövetségesek: Hővér, Worcester, Mortimer és Glendower. Mortimer ígéretesnek véli az együttműködést. Mortimer, Glendower és Hővér egymás között akarják felosztani a királyságot: Mortimer kapná Angliát Trent-és Severntől dél és kelet felé, Glendower Walest, Hővér pedig a Trenttől északra lévő területet.
Mortimer, Hővér és Worcester másnap terveznek utazni, hogy Shrewsburyben csatlakozzanak id. Percy Henry és a skótok csapataihoz. Glendower azt javasolja, inkább éjjel induljanak. Mortimer és Hővér búcsúzkodnak feleségeiktől – Lady Mortimer nem beszél angolul, így apja, Glendower fordít – de a nők is inkább velük mennek.

#### Második szín
Henrik király fiát, a walesi herceget dorgálja; felrója neki, milyen csapongó és nemeshez méltatlan életet él, hogy rossz társasággal veszi körül magát. A tanácsban is az öccse vette át a helyét, az udvar pedig már előre látni véli a herceg bukását. A király aztán II. Richárdhoz hasonlítja fiát, akit korábban eltávolítottak a trónról. Végül Hővért, támadóját érdemesebbnek nyilvánítja a trónra, mint fiát. Legnagyobb ellenségének magát Henrik herceget tartja, attól félve, szeszélyes fia képes lenne átállni Hővér oldalára és megtámadni saját apját. Henrik herceg kijelenti, hogy kiáll apja oldalán és lemossa minden gyalázatát.
Blunt hozza a hírt, miszerint az ellenséges csapatok Shrewsburyben egyesülnek a hónap tizennegyedik napján; Henrik király mozgósítja a csapatait, Westmoreland és János herceg már úton vannak, Henrik herceg, majd a király hamarosan csatlakozik.

#### Harmadik szín
Az eastcheapi fogadóban Falstaff a kocsmárosnénak panaszkodik, hogy kiürítették a zsebeit, majd vádaskodik. Megjön Henrik herceg, bevallja, hogy ő volt a tettes, majd elmondja, kibékült apjával, a királlyal, továbbá, hogy a gyalogságnál szerzett helyet Falstaffnak. Bardolphot elküldi az öccséhez és Westmorelandhez egy-egy levéllel, ő maga Poinsszal ellovagol; kész szembenézni Percyvel.

### Negyedik felvonás

#### Első szín
A felkelők Shrewsbury melletti táborába hírnök érkezik: Hővér apja, Percy Henrik súlyos beteg, nem tud seregével csatlakozni. Glendower sem érkezett még meg – a hírnök elmondja, a walesinek sereget sem sikerült toboroznia. Henrik király viszont jól értesült, és harmincezres seregével úton van Shrewsbury felé.

#### Második szín
Falstaff előreküldi Bardolphot Coventrybe, ott vonulnak katonái keresztül. Falstatt rongyos sereget toborzott magának, ezt a közben megérkező Henrik herceg is megállapítja. Henrik sietségre inti Falstattot, mert késésben vannak, Percy már a csatatéren van.

#### Harmadik szín
A felkelők táborában azon vitáznak a felek, hogy mikor kéne támadniuk. Hővér siettetné a dolgot, már éjjel támadna, Vernon figyelmezteti, még kevesen vannak. Megérkezik Blunt a király ajánlatával: ha a felkelők elmondják panaszaikat, a király megpróbálja orvosolni őket és megbocsát nekik. Hővér felháborodottan elmondja, miképp jutott a trónra Henrik. Bluntot ez nem érdekli, csak választ akar az ajánlatra. Hővér időt kér tanácskozásra.

#### Negyedik szín
A yorki érsek a csata kimenetele miatt aggódik; habár Sir Michael bizakodó, az érsek látja a seregek közti szembeli különbséget; ha a király győz, ő bajban lesz, hiszen Hővér szövetségese.

### Ötödik felvonás

#### Első szín
Worcester és Vernon megérkezik a királyi táborba tárgyalni. Henrik király nem akar harcolni, felajánlja, hogy noha visszaéltek bizalmával, hajlandó megbocsátani nekik, ha a felkelők behódolnak. Worcester felrója a királynak, hogy az ő családja segítette hatalomra jutni, és Henrik volt az, aki hálátlanul bánt a családjával, így provokálva a felkelést. Henrik herceg ekkor újabb ajánlattal áll elő: hogy elkerüljék a vérontást, párbajra hívja Hővért. A király biztosítja Worcestert, ha elfogadják az ajánlatot, visszaáll a békés, baráti viszony. Mikor Worcesterék elmennek, a király elrendeli, hogy amint a felkelők visszajönnek a válasszal, ők támadnak.

#### Második szín
Worcester és Vernon úgy döntenek, nem mondják el Hővérnek a párbaj-ajánlatot. Worcester szerint lehetetlen, hogy a király betartsa a szavát, mert soha nem fog tudni megbízni néhai áruló felkelőkben. Helyette azt mondják, a király kész rögtön csatába állni. A túszul ejtett Werstmorelandet küldik a kihívással. végül elmondják Hővérnek, hogy Henrik herceg párbajra hívta, aki kész vele megküzdeni. Fegyverkeznek, és csatába indulnak.

#### Harmadik szín
Shrewsbury mellett folyik a csata. Douglas megöli Bluntot, aki azt hazudta neki, ő a király. Falstaff „serege” megsemmisült, ő maga meghátrál.

#### Negyedik szín
Henrik herceg megsérül, öccse, János herceg mindenkit lenyűgözve hősiesen harcol. Douglas találkozik a királlyal, ezúttal gyanakvó, hogy megint csak egy királynak öltözött másolattal találkozik. Vívnak, Henrik herceg átveszi apja helyét, Douglas megfutamodik. Jön Hővér, és összecsap Henrik herceggel. Közben Douglas és Falstaff is küzdeni kezd, majd Falstaff elesik és halált színlel, hogy megmeneküljön. Henrik herceg legyőzi Hővért, akit halálánál jobban bánt az, hogy a herceg rajta szerez büszke hírnevet. Henrik azt hiszi, Falstaff halott. Mikor távozik, Falstaff felkel, megijed a lehetőségtől, hogy Hővér is csak színlel, így beleszúr kardjával. Kap az alkalmon és a visszatérő Henrik és János hercegnek azt hazudja, Hővér még felkelt, és Falstaffnak kellett leküzdenie, hogy így jusson ranghoz jutalmul.

#### Ötödik szín
A csata véget ér, de a felkelést még nem verték le teljesen. Worcestert és Vernont halálra ítélik, Douglast Henrik herceg kérésére szabadon elengedik. Henrik király János herceget és Westmorelandet York felé küldi, hogy leverje az érsek seregeit, ő maga Henrik herceggel Wales felé indul Glendowert és Mortimert legyőzni.

## Műfaj
A darab műfajilag a királydrámákhoz sorolandó, hiszen annak minden sajátosságát magában hordozza: egy királyi sarj felemelkedését, és a levegőben lógó bukását, ármánykodást, cselszövést és ami tetszik. Mégis, a színmű kiemelkedik a királydrámák közül, hiszen a komoly és tragikus történetvezetés helyett, amilyen elődje, a II. Richárd is volt, e színmű meglepően humoros. A király fiának felemelkedését nem a megszokott módon láthatjuk, tehát nem cselszövésen és ravaszkodáson keresztül, hanem mulatozáson, duhajkodáson, bohóckodáson át, és mivel királyi személyről beszélünk, műfajilag ezen a ponton a darab elmozdul Shakespeare urbánus komédiáinak irányába. Ebben az értelemben nem is felemelkedést látunk, hanem mély jellemfejlődést, amint a komolytalan trónörökösből megfontolt király lesz. Mivel a történetvezetés regényesnek tekinthető, nyugodt szívvel állítható, hogy a darab az évszázadokkal későbbi fejlődésregények (Bildungsroman) előfutára.

## Adaptációk

### Filmen
A BBC három alkalommal készített tévés adaptációt a műről. Az első az 1960-os An Age of Kings című minisorozat, Robert Hardy, Frank Pettingell és Sean Connery főszereplésével. Az 1979-es verzióban Jon Finch, David Gwillim, Anthony Quayle és Tim Pigott-Smith szerepelt. 2012-ben a Hollow Crown – magyarul Koronák harca című sorozat dolgozta fel Shakespeare drámáját; Henrik királyt Jeremy Irons, Henrik herceget Tom Hiddleston formálta meg.

### Színházban
Magyar nyelven az Országos Színháztörténeti Múzeum és Intézet (OSZMI) adatbázisa szerint 16 alkalommal vitték színre a darabot 2014-ig, ebből egyszer Erdélyben, Szatmárnémetiben a Szatmárnémeti Északi Színházban 2004-ben. 2017 óta a budapesti Örkény Színház repertoárját gyarapítja Mácsai Pál rendezésében.
Fordítások tekintetében is színesnek mondható a IV. Henrik első részének magyarországi története; először Matisz Pál és Egressy Gábor fordításában a pesti Nemzeti Színház vitte színre 1845-ben. 1858-tól már csak Egressy Gábor neve alatt futott a darab, de az 1916-ban a Nemzeti Színházban (Budapest) bemutatott, Ivánfi Jenő által rendezett feldolgozás már Lévay József fordítása alapján készült. Az Örkény Színház előadása (2017) Nádasdy Ádám fordítását követi.
A IV. Henrik első részét Budapesten kilenc alkalommal játszották 1845 és 1986 között, az 1986-os várszínházi feldolgozáson kívül mindig a Nemzeti Színházban. Vidéken 1972-ben Békéscsabán, a Békés Megyei Jókai Színházban, 1985-ben a Szegedi Nemzeti Színház Kisszínházában, 1993-ban Szolnokon a Szigligeti Színházban, 1999-ben Szegedi Nemzeti Színházban, 2002-ben a gyulai Várszínpadon, illetve 2014-ben a Miskolci Nemzeti Színházban került színpadra.
Szegeden (1999), Gyulán (2002) és Szatmárnémetiben (2004) a színdarab - legnépszerűbb karaktere után - a Falstaff címet viselte.